# Познанська фортеця

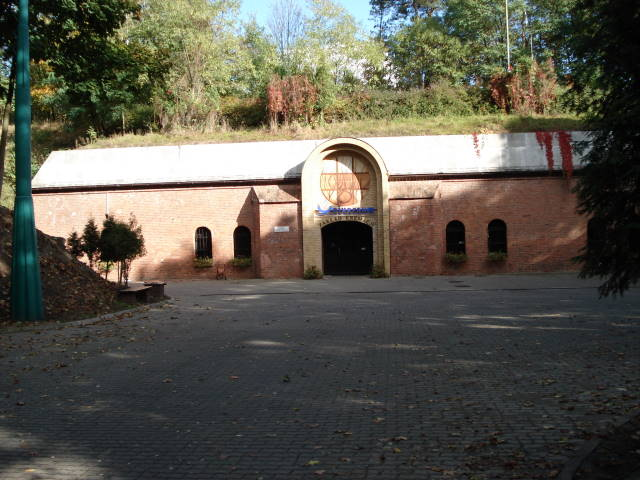
Форт IIIa

Познанська фортеця (пол. Twierdza Poznań, нім. Festung Posen) — комплекс фортифікаційних споруд, побудований у місті Познані (Польща) в дев'ятнадцятому і на початку двадцятого століття, третій за величиною в своєму роді в Європі.
До складу фортеці входять цитадель в центрі міста, фортифікаційне кільце (складається із 18 фортів) та допоміжні об'єкти. Діаметр споруди приблизно 9,5 кілометрів, протяжність — 30 кілометрів.
Форт VII з жовтня 1939 по квітень 1944 років використовувався як концентраційний табір. В ньому побувало приблизно 18 тис. в'язнів, з яких 4,5 тис. загинуло. Окрім поляків тут були англійці, французи, югослави, росіяни, українці та німці. В наш час тут діє «Музей мучеників Великої Польщі Форт VII» (пол. Muzeum Martyrologii Wielkopolan Fort VII).